# Cavernularia vansyoci
Cavernularia vansyoci is een Pennatulaceasoort uit de familie van de Veretillidae. De wetenschappelijke naam van de soort is voor het eerst geldig gepubliceerd in 2005 door Williams.